# Ái Châu
Ái Châu (chữ Hán: 愛州) là tên gọi cũ của một đơn vị hành chính tại Việt Nam trong thời kỳ Bắc thuộc lần thứ ba, nay thuộc địa phận tỉnh Thanh Hóa.

## Tên gọi qua các thời kỳ
Thời nhà Hán, vùng đất Ái Châu thuộc về quận Cửu Chân. Thời nhà Lương lập ra Ái Châu.

### Thời nhà Tùy
Các triều đại Tùy, Đường tiếp tục sử dụng tên gọi này, nhưng dân dã thì vẫn gọi là quận Cửu Chân.
Thời thuộc Tùy (581-617), Ái Châu gồm 7 huyện với 16.135 hộ: Cửu Chân, Di Phong, Tư Phố, Long An (cũ là Cao An), Quân An, An Thuận (cũ là Thường Lạc), Nhật Nam.

### Thời nhà Đường
Thời nhà Đường, năm Vũ Đức thứ 5 (622) thời Đường Cao Tổ, lập Ái Châu thuộc Giao Châu tổng quản phủ, bao gồm 4 huyện: Cửu Chân, Tùng Nguyên, Dương Sơn, An Thuận. Trong vùng đất cũ của quận Cửu Chân thời Tùy còn lập ra 7 châu là Tích Châu, Thuận Châu, An Châu, Vĩnh Châu, Tư Châu, Tiền Chân Châu, Sơn Châu. Sau đó đổi tên Vĩnh Châu thành Đô Châu. Năm Vũ Đức thứ 9 (626), đổi tên Tích châu thành Nam Lăng châu. Năm Trinh Quan thứ nhất (627) thời Đường Thái Tông, phế bỏ Đô Châu và nhập vào Tiền Chân Châu. Cùng năm, phế bỏ Tiền Chân Châu, nhập chung vào Nam Lăng Châu. Sau lại phế bỏ An Châu thành huyện Long An, phế bỏ Sơn Châu thành huyện Kiến Sơ. Sau đó bỏ 2 huyện Dương Sơn, An Thuận và nhập vào huyện Cửu Chân. Đổi tên Nam Lăng Châu thành Chân Châu. Năm Trinh Quan thứ 8 (634), bỏ huyện Kiến Sơ và nhập vào huyện Long An. Năm Trinh Quan thứ 9 (635), bỏ huyện Tùng Nguyên và nhập vào huyện Cửu Chân. Năm thứ 10 (636), bỏ Chân Châu, lấy 4 huyện Tư Phố, Quân An, Nhật Nam, Di Phong cho thuộc vào Ái Châu. Năm Thiên Bảo thứ 1 (742) thời Đường Huyền Tông, đổi lại thành quận Cửu Chân. Năm Càn Nguyên thứ 1 (758) thời Đường Túc Tông lại phục hồi tên gọi Ái Châu. Theo Cựu Đường thư, thời kỳ thuộc niên hiệu Thiên Bảo thì quận Cửu Chân có 6 huyện và 14.700 hộ dân.
Như vậy, cuối thời Đường thì Ái Châu bao gồm 6 huyện: Cửu Chân, An Thuận, Sùng Bình, Quân Ninh, Nhật Nam, Vô Biên.
- Cửu Chân: Thời Hán Vũ Đế lập quận Cửu Chân, trụ sở đặt tại huyện Tư Phố. Bao gồm 7 huyện Cư Phong, Đô Lung, Dư Phát, Hàm Hoan, Vô Thiết, Vô Biên. Huyện Cửu Chân thời Đường là huyện Cư Phong thời Hán. Nhà Ngô đổi tên thành Di Phong. Nhà Tùy đổi tên thành huyện Cửu Chân, là nơi đặt trụ sở của châu. Từ thời Hán tới Nam Tề là quận Cửu Chân. Nhà Lương cho thuộc về Ái Châu, nhà Tùy lại cho thuộc quận Cửu Chân.
- An Thuận: Năm Vũ Đức thứ 3 (620), lập Thuận Châu, chia làm 3 huyện Đông Hà, Kiến Xương, Biên Hà. Sau khi phế bỏ châu, cả ba huyện nhập lại thành huyện An Thuận, thuộc Ái Châu.
- Sùng Bình: thời Tùy là huyện Long An. Năm Vũ Đức thứ 5 (622), tại huyện này lập ra 2 châu là An Châu (gồm 4 huyện Long An, Giáo Sơn, Kiến Đạo, Đô Ác) và Sơn Châu (gồm 5 huyện Cương Sơn, Chân Nhuận, Cổ An, Tây An, Kiến Sơ). Năm Trinh Quan thứ 1 (627), bỏ An Châu, sau lại bỏ Sơn Châu, đổi lại thành huyện Long An thuộc Ái Châu. Năm Tiên Thiên thứ 1 (712), đổi thành huyện Sùng An. Năm Chí Đức thứ 2 (757), đổi thành Sùng Bình.
- Quân Ninh: Thời Tùy là huyện Quân An. Năm Vũ Đức thứ 5 (622), lập Vĩnh Châu. Năm thứ 7 (624), đổi thành Đô Châu. Năm Trinh Quan thứ 1 (627), đổi thành Tiền Chân Châu. Năm thứ 10 (636), thuộc về Ái Châu. Năm Chí Đức thứ 2, đổi thành Quân Ninh.
- Nhật Nam: Thời Hán là Cư Phong. Thời Tùy là huyện Nhật Nam
- Vô Biên: Huyện có từ thời Hán. Thời Hán còn có huyện Tây Vu, ở phía đông của huyện Vô Biên thời Đường.

### Thời thuộc Minh
Ái Châu là một châu thuộc Phủ Thanh Hóa trong thời kỳ bắc thuộc lần 4.